# Close to You (Maxi-Priest-Lied)
Close to You ist ein Lied von Maxi Priest aus dem Jahr 1990, das von ihm, Gary Benson und Winston Sela geschrieben wurde. Es erschien auf dem Album Bonafide.

## Geschichte
Dem Text zufolge handelt es sich um ein Liebeslied. Es ist den Musikrichtungen R&B, Soul und New Jack Swing zuzuordnen. Für die Produktion waren Handel Tucker, Geoffrey Chung und Lowell „Sly“ Dunbar verantwortlich.
Die Veröffentlichung war am 8. Juli 1990.

## Musikvideo
Zum Lied erschienen zwei Musikvideos: Im ersten singt Maxi Priest den Song, während im Hintergrund Landschaften im ägyptischen Stil eingeblendet werden, und das zweite spielt in einem Filmstudio, in dem Priest den Song darbietet und dabei mit Frauen posiert.

## Kommerzieller Erfolg

### Chartplatzierungen
| ChartsChartplatzierungen       | Höchstplatzierung | Wochen |
| ------------------------------ | ----------------- | ------ |
| Deutschland (GfK)              | 4 (31 Wo.)        | 31     |
| Österreich (Ö3)                | 8 (14 Wo.)        | 14     |
| Schweiz (IFPI)                 | 10 (10 Wo.)       | 10     |
| Vereinigte Staaten (Billboard) | 1 (30 Wo.)        | 30     |
| Vereinigtes Königreich (OCC)   | 7 (10 Wo.)        | 10     |

| ChartsJahrescharts (1990)      | Platzierung |
| ------------------------------ | ----------- |
| Deutschland (GfK)              | 29          |
| Vereinigte Staaten (Billboard) | 17          |

### Auszeichnungen für Musikverkäufe
| Land/Region               | Auszeichnungen für Musikverkäufe (Land/Region, Auszeichnung, Verkäufe) | Verkäufe |
| ------------------------- | ---------------------------------------------------------------------- | -------- |
| Australien (ARIA)         | Gold                                                                   | 35.000   |
| Neuseeland (RMNZ)         | Gold                                                                   | 5.0000   |
| Schweden (IFPI)           | Gold                                                                   | 25.000   |
| Vereinigte Staaten (RIAA) | Gold                                                                   | 500.000  |
| Insgesamt                 | 4× Gold ·                                                              | 565.000  |

## Coverversionen
- 2006: Pachanga
- 2016: Jay Sean feat. Sean Paul (Make My Love Go)
- 2016: Selda Zenker